# Nyctophila bonvouloirii
Nyctophila bonvouloirii là một loài bọ cánh cứng trong họ Đom đóm (Lampyridae). Loài này được Jacquelin du Val miêu tả khoa học năm 1860.